# Frankenbahn
Frankenbahn – linia kolejowa o długości 180 km w północnej Badenii-Wirtembergii i Dolnej Frankonii, która łączy Stuttgart z Würzburgiem. Nazwa pochodzi od regionu Frankonii, przez który przechodzi linii. Linia jest teraz zelektryfikowana i prawie na całej długości dwutorowa.